# Le Vernoy
Le Vernoy is een gemeente in het Franse departement Doubs (regio Bourgogne-Franche-Comté) en telt 133 inwoners (2005). De plaats maakt deel uit van het arrondissement Montbéliard.

## Geografie
De oppervlakte van Le Vernoy bedraagt 3,3 km², de bevolkingsdichtheid is 40,3 inwoners per km².
De onderstaande kaart toont de ligging van Le Vernoy met de belangrijkste infrastructuur en aangrenzende gemeenten.

## Demografie
Onderstaande figuur toont het verloop van het inwonertal (bron: INSEE-tellingen).